# چارمینستر
چارمینستر (به انگلیسی: Charminster) یک روستا و محله مدنی در بریتانیا است که در West Dorset واقع شده‌است. چارمینستر ۲٬۹۴۰ نفر جمعیت دارد.